# Світовий Політичний Форум
Світовий політичний форум або СПФ, заснований у 1993 році, є організацією, яка прагне підвищити підзвітність міжнародних організацій, таких як ООН та зміцнення міжнародного права.
Засновником і виконавчим директором є  Джеймс Павло, який написав ряд відомих публікацій на такі теми, як глобальні податки, реформи Ради Безпеки, світової продовольчої кризи голоду
і проблеми розвитку допомоги. Сайт ФГП  має колекції проаналізовано за такими темами, як реформа ООН, міжнародного розвитку, НУО та глобалізації.
Місією фонду є:
- Моніторинг політики в Організації Об'єднаних Націй;
- Сприяти підзвітності глобальних рішень;
- Освіти і мобілізації громадян в глобальному масштабі;
- Адвокат по життєво важливих питань міжнародного миру та справедливості.

Організація має консультативний статус в Організації Об'єднаних Націй. Його проводить громадська організація робочої групи з Ради безпеки близько 40 разів на рік, зазвичай засідання Ради безпеки послів, а іноді й зі старшими співробітниками Секретаріату ООН і міністрів закордонних справ. Його основний офіс знаходиться в Нью-Йорку. З вересня 2004 року він має філії у Бонні, Німеччина, званого світового політичного форуму Європи.

## Поняття світового політичного процесу
Функціональний аспект міжнароднихполітичних відносин розкриває поняття світового політичного процесу. У політологічній літературі це поняття використовується досить широко, проте чіткого, більш-менш однозначного його визначення поки що немає. Здебільшого поняттям «політичний процес» позначають сукупну діяльність усіх суб'єктів політичних відносин, що пов´язана з функціонуванням політичної системи суспільства. Таким чином зміст цього поняття найчастіше пов´язують з внутрішньодержавними політичними відносинами. Однак зовнішні чинники, міжнародна обстановка також мають значний, а іноді й вирішальний вплив на політичне життя тієї чи іншої держави. У зв´язку з цим постає потреба в такому понятті, яке в узагальненому вигляді позначало б політичні явища і процеси, що відбуваються на міжнародній арені, у відносинах між державами та їхніми різноманітними об´єднаннями і впливають на внутрішньодержавне політичне життя. Таким поняттям у політології є «світовий політичний процес».
Світовий політичний процес можна визначити як сукупність дій та взаємовідносин суб´єктів політики на міжнародній арені.
Поняття «світовий політичний процес» і «міжнародні політичні відносини» тісно взаємозв´язані, оскільки позначають в основному ту саму політичну реальність, але в різних аспектах. Коли йдеться про міжнародні політичні відносини, акцент робиться на суб´єктах цих відносин — державах, міжнародних організаціях, міжнародних рухах. Коли мова йде про світовий політичний процес, то маються на увазі функціональний аспект міжнародних відносин, дії цих суб´єктів на міжнародній арені. У більш широкому значенні до світового політичного процесу долучають і ті національні чи внутрішньодержавні політичні явища і процеси, які мають міжнародне значення.
За влучним висловом Р. Арона, міжнародні відносини є тим «природним станом» людства, який Т. Гоббс характеризував як «війну всіх проти всіх». Усі учасники міжнародних відносин є формально рівними. У цих відносинах немає місця монополії на відкритий примус та насильство, яку має держава всередині країни. Кожний учасник міжнародних відносин у своїх діях виходить передусім із власних інтересів, однак він має враховувати інтереси інших та їхню часто непередбачувану поведінку. Ця непередбачуваність зумовлюється відмінностями не лише в соціально-політичному устрої держав, а й у їх культурних традиціях, особливостях історичного розвитку, національному складі, домінуючих релігійних системах тощо.
Сучасний період розвитку міжнародних відносин можна охарактеризувати як перехідний від «природного стану», «війни всіх проти всіх» до віднайдення певного консенсусу, побудови міжнародного співтовариства на основі спільно визнаних засобів регулювання та єдиних норм міжнародного життя, що базуються на спільних, загальнолюдських цінностях. Відбувається інтернаціоналізація економічного, політичного й культурного життя окремих держав, яка сприяє виробленню спільних основ поведінки суб'єктів міжнародних відносин і є визначальною щодо змісту сучасного світового політичного процесу.
У вивченні міжнародних відносин і світового політичного процесу політологія головну увагу зосереджує на теоретичних, концептуальних засадах, а не на їхньому конкретному змісті. Існують кілька концепцій, які по-різному трактують особливості міжнародних відносин і основний зміст світового політичного процесу на різних етапах суспільно-історичного розвитку. Основними з них є марксистська, геополітичні, політичного реалізму і модерністські.

## Міжнародні відносини
Існує дуже багато визначень поняття «міжнародні відносини», однак найбільш популярним є сприйняття міжнародних відносин як системної сукупності політичних, економічних, соціальних, дипломатичних, правових, військових та гуманітарних зв'язків та відносин між основними суб'єктами світового співтовариства, до яких належать народи, держави, суспільні та громадські сили, рухи і організації.
Після другої світової війни були сформовані дві концепції або два підходи до розуміння змісту і направленості міжнародних відносин. Перший одержав назву «традиціоналістського» і найбільш повне втілення знайшов у працях американського політолога Ганса Дж. Моргентау (наприклад, «Політика націй»). Учений визначав міжнародні відносини як «політичні взаємини між націями», в основі яких лежить боротьба за владу — єдиний «національний інтерес» для всіх учасників або акторів міжнародного життя. Це, на його думку, зумовлюється їхньою природною схильністю до насильства й жагою влади.
Прихильники другого підходу — «модерністського» — намагалися сформулювати більш широкі та різнобічні уявлення про сутність міжнародних відносин. Але на практиці вони часто ігнорували загальні соціальні закономірності й обмежували дослідження міжнародних відносин пошуками шляхів оперативного втручання у їх розвиток. Найчастіше «модерністи» розглядали тільки окремі компоненти міжнародного життя, наприклад процес прийняття зовнішньополітичних рішень, їх оптимізації та втілення у життя. Тому наука про міжнародні відносини фактично зводилася до визначення поведінки окремих суб'єктів цих відносин, найчастіше до вивчення політики окремих держав, хоча й не завжди.
Види ї міжнародних відносин:
- за сферами суспільного життя — економічні, політичні, воєнно-стратегічні, культурні, ідеологічні;
- на основі взаємодіючих суб'єктів — міждержавні, міжпартійні, відносини між різними неурядовими асоціаціями, приватні та ін.

Міжнародні відносини здійснюються на таких рівнях, як глобальний (загально планетарний), регіональний (африканський, азійський та ін.), локальний (східноєвропейський, північноамериканський та ін.). З точки зору ступеня напруженості міжнародних відносин можна говорити про їхні стани — стабільності, суперництва, ворожнечі, довіри, співробітництва, війни та ін.
На відміну від внутрішньополітичного життя кожної держави, міжнародні відносини не мають єдиного центру управління. Тут діють стільки регулюючих центрів, скільки є учасників міжнародних відносин. А це означає, що головну роль у міжнародних стосунках мають відігравати переговори, співробітництво, взаємодія.
Із виникненням держав міжнародні відносини поділяються на:
1) формальні (учасниками яких власне і стають держави);
2) неформальні (учасниками яких стають різні соціальні спільноти, недержавні інститути, економічні утворення, особи).

## Зовнішня політика України
Основні цілі, напрямки і пріоритети зовнішньої політики України сформульовані в Акті незалежності України 24 серпня 1991 р. і в Зверненні Верховної Ради України «До парламентів і народів світу», який був прийнятий 5 грудня 1991 р., в якому вказується: що Україна будує демократичну, правову державу, першочерговою задачею є забезпечення прав і свобод людини. Україна буде неухильно додержуватись норм міжнародного права, керуючись Загальною Декларацією прав людини, Міжнародними пактами про права людини, які Україна ратифікувала, та іншими відповідними міжнародними документами. Україна, як одна з держав-засновників Організації Об'єднаних Націй, у повній відповідності з метою і принципами Статуту ООН буде спрямовувати свою зовнішню політику на зміцнення світу і безпеки у світі, на активізацію міжнародної співпраці у вирішенні екологічних, енергетичних, продовольчих та інших глобальних проблем. Зовнішня політика України буде базуватись на принципах міжнародного права.
Минуле десятиріччя показало, що проголошені у початку придбання незалежності принципи зовнішньої політики послідовно реалізовувались у практичній діяльності: Україна стала важливим суб'єктом світової політики, на якого не можуть не зважати навіть сучасні великі держави.
Як незалежну державу Україну визнали більш 150 країн, з них 141 установили дипломатичні відносини. У Києві відкрито 42 іноземних посольств, діють декілька консульських установ. Україна є членом багатьох міждержавних, міжнародних недержавних, регіональних та інших організацій. Вона бере участь у роботі ООН, ЮНЕСКО, Раді Європи, Парламентській Асамблеї ОБСЄ, Міжнародній організації праці, Міжнародного валютного фонду, Міжнародній організації інтелектуальної власності та ін.
У Конституції України 1996 року відзначається «Зовнішньополітична діяльність України спрямована на забезпечення її національних інтересів і безпеки шляхом мирної і взаємовигідної співпраці з членами міжнародного суспільства на підставі загальновизнаних принципів і норм міжнародного права».
Згідно Конституції України, інших офіційних міжнародно-правових документів, Україна в своїй зовнішньополітичній діяльності вирішує наступні основні задачі:
- підтримка і затвердження суверенітету, державної незалежності, самостійності України;
- збереження територіальної цілісності і непорушності кордонів;
- забезпечення економічної та інформаційної безпеки України;
- налагодження і розвиток всебічної взаємовигідної співпраці з усіма країнами світу;
- активна участь у різних міжнародних організаціях, виходячи зі своїх національних інтересів і для вирішення складних міжнародних проблем;
- пріоритетний розвиток взаємовигідної співпраці з країнами-сусідами і, насамперед, з Росією;
- захист прав і інтересів громадян і юридичних осіб за кордоном;
- створення вигідних умов для підтримки контактів з українською діаспорою за кордоном, керуючись при цьому міжнародним правом;
- діяльність на міжнародній арені, як надійний і передбачений партнер.

Основні пріоритети та напрямки зовнішньої політики української держави:
1. Центральним напрямком зовнішньополітичної державності України є плідна робота в ООН, в и спеціалізованих органах, установах, структурах, та міжнародних організаціях. Україна бере участь в роботі практично всіх органів та установ ООН.
2. Наступний напрямок зовнішньої політики України — це зовнішньополітична дипломатична діяльність. Дипломатичні відносини Україна встановлює на засадах рівноправності, невтручання у внутрішні справи одне одного, визнання територіальної цілісності та нерухомості існуючих кордонів.
3. Важливим напрямом зовнішньої політики сучасної України є встановлення, підтримка та всілякий розвиток економічних, культурних, науково-технічних відносин з усіма країнами світової спільноти, за виключенням країн, котрим за рішенням Ради Безпеки ООН оголошена економічна блокада.
4. Це участь України у вирішенні глобальних проблем сучасного світу.
5. Одним з найважливіших напрямків зовнішньої політики України є збереження та подальше зміцнення добросусідських стосунків з колишніми республіками СРСР. Україна дуже зацікавлена у добрих стосунках з усіма країнами колишнього СРСР та особливо з Росією.
6. Участь України у вирішенні складних та невідкладних військово-політичних проблем.

## Виноски
1. ↑  Understanding The Face of Globalization: Online Internet Guide. University of Wisconsin–Madison. Процитовано 14 листопада 2008.
2. ↑  Reference Reports and Materials. United Nations. Процитовано 14 листопада 2008.